# Mirko Javornik
Mirko Javornik, slovenski pisatelj, urednik in prevajalec, * 26. september, 1909, Cerknica, † 1. maj 1986, Washington, ZDA.

## Življenjepis
Pisatelj je gimnazijo končal v Ljubljani. Po maturi je dve leti študiral slavistiko in eno leto pravo. Delal je kot svobodni pisatelj in leta 1935 postal glavni urednik dnevnika Slovenski dom, ki gaje urejal do konca vojne. Ob koncu vojne je iz političnih nazorov zapustil domovino. V Avstriji in nato v Rimu je bil uradni prevajalec pri ameriških in angleških vojaških oblasteh, po letu 1948 pa urednik političnih poročil slovenskih oddaj Radia Trst, kjer je ostal zunanji sodelavec radia. Leta 1961 se je preselil v ZDA in se v Washingtonu zaposlil pri ameriški vladi kot jezikovni strokovnjak in sodelavec službe za stike z javnostjo za goste iz Jugoslavije. V zunanjem ministrstvu je delal od leta 1961 do 1974.

## Literarno delo
Javornikovo literarno delo obsega predvsem reportaže Srečanje z nepoznanimi (1934)  in potopise Pomlad v Palestini (1935), za pripovedno prozo pa sta značilna stik neorealizma z ekspresionizmom ter socialna tematika Črni breg (1933). Leta 1944 je izdal izbor predvojnih del Pero in čas, po vojni pa Pero in čas II (1980).
Slovenski dom je Javornik v času nemške okupacije spremenil v bojevito protikomunistično glasilo, ki je v vsem podpiralo domobranstvo in generala Rupnika. Skupaj z drugimi uredniki Slovenskega doma je pripravil in izdal Črne bukve (1944).
Javornik je pisal tudi radijske drame in prevajal iz angleščine, italijanščine, nemščine in španščine.

## Knjižne izdaje
- Črni breg. Povest. Ljubljana: Krekova knjižnica Delavske založbe, 1933.
- Srečanje z nepoznanimi. Ljubljana: Krekova knjižnica Delavske založbe, 1934.
- Pomlad v Palestini. Potopis. Ljubljana: Hram, 1935.
- Pero in čas (1931-1941). Ljubljana: Ljudska knjigama, 1944.
- Pero in čas II (1927-1977). Trst, Washington, Buenos Aires: Založba Tabor, 1980; 2. izd. 1981.
Objavi v antologijah: 
- Dnevi smrtnikov: Emigrantsko pripovedništvo (1945-1960) v izboru. Ur. Alojzij Geržinič. Buenos Aires: SKA, 1960.
- Pod Južnim križem: Antologija emigrantske proze 1945-1991. Ur. Zora Tavčar, Helga Glušič in Martin Jevnikar. Celje: MD, 1992.